# Vicente Antonio de Icuza y Arbaiza
Vicente Antonio de Icuza y Arbaiza ( Rentería 1737 - Santa Marta 1785) fue un marino y corsario guardacostas español al servicio de la Real Compañía Guipuzcoana de Caracas desde 1764 hasta 1776.
Su área geográfica de actuación fue el mar Caribe y a lo largo de su actividad corsaria capturó más de un centenar de navíos, la mayor parte de ellos contrabandistas.
Posteriormente ingresó en la Real Armada en 1782 siendo destinado en los territorios de la actual Venezuela y Colombia.
Su localidad natal, Rentería, dedicó una calle en su memoria.

## Contexto histórico
La Real Compañía Guipuzcoana de Caracas tenía el monopolio mundial del cacao del territorio que hoy ocupa Venezuela.
Los ingleses, franceses y holandeses que por allí también viajaban se empeñaban en tomar parte del negocio en forma clandestina de contrabando.
Por otro lado,  las transacciones comerciales existentesen el Caribe generaron mucha riqueza lo que atrajo a muchos piratas a sus aguas. 
En vista de la situación, para defender el monopolio del cacao y defenderse de los piratas, La Real Compañía Guipuzcoana de Caracas disponía de una flota de guardacostas en el mar Caribe  para defender sus intereses.
En 1781 la Compañía cesó su actividad corsaria y en 1784 terminó el monopolio de la Real Compañía Guipuzcoana de Caracas.

## Biografía
Su padre era médico de Rentería.
Tras la educación inicial, a los veinte años consiguió que su padre le permitiera enrolarse en un guardacostas del Caribe de la Real Compañía Guipuzcoana de Caracas.

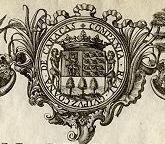
Logo de la Real Compañía Guipuzcoana de Caracas

Fue apresado por contrabandistas ingleses,  conducido a la Jamaica británica y liberado en 1763.
En 1765, por acuerdo con la compañía, obtuvo  "patente de corso" y fue designado capitán comandante de la balandra Nuestra Señora de Aránzazu.
Su trabajo como corsario comenzó en 1767 apresando 13 navíos. En 1768 son otros 12 los navíos apresados.
En 1771 fue nombrado comandante general de todas las embarcaciones del corso de la Compañía Guipuzcoana.
En 1772, los piratas y contrabandistas holandeses, al ver mermado su beneficio por la acción de Icuza, prepararon un encuentro con la finalidad de exterminarle; pero rechazados, llegaron hasta Puerto Rico, donde reforzaron su escuadra con embarcaciones inglesas y danesas; a pesar de la inferioridad numérica en la que se encontraba Icuza, logró poner en fuga las naves enemigas.
Icuza tenía una extraña habilidad desde el puente de mando para dirigir el apresamiento o ataque a buques enemigos.
Entre 1772 y 1774 apresó 70 embarcaciones.
En 1778 capturó 55 navíos y a nivel particular prestó protección en el Caribe a una expedición esclavista con destino a Caracas  procedente de África. La esclavitud se abolió en Venezuela en 1854.

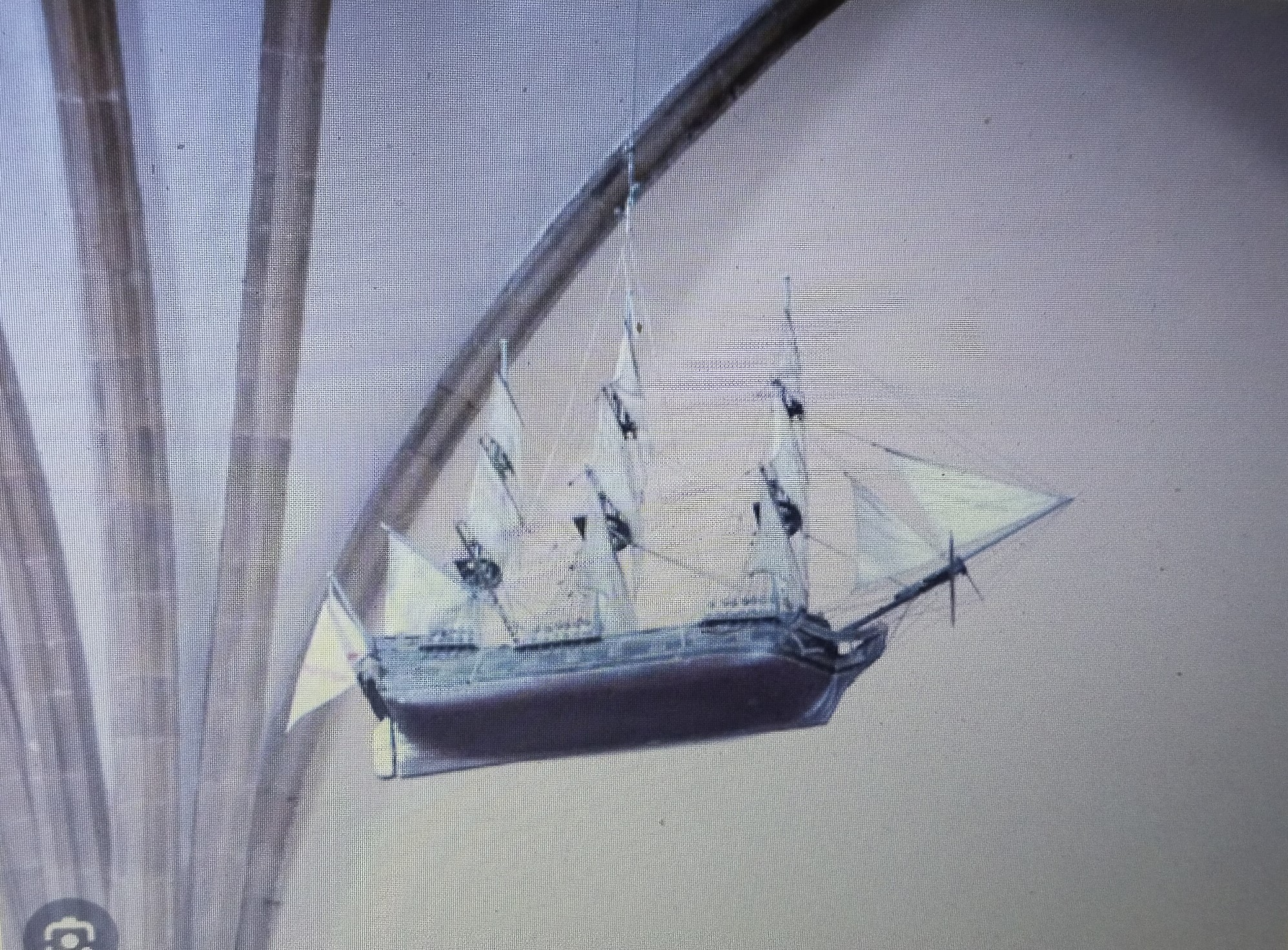
Barco corsario del siglo XVIII similar al "Nuestra Señora de Aránzazu" de Icuza.

En 1782 ingresó en la Real Armada y en 1783 fue destinado a la Comandancia de Resguardo Marítimo de Caracas, con el grado de teniente coronel de infantería.
En 1784 fue nombrado comandante del resguardo marítimo de Cartagena de Indias y Santa Marta.
Las últimas noticias de Icaza fueron para comunicar la muerte de 17 de sus hombres en un ataque de indios en el sitio de Bahía Honda, en la Guajira.
Por real cédula enviada al arzobispo y virrey de Santa Fe de Bogotá, en noviembre de 1785, se conoció la muerte de Icuza, presumiéndose que ocurrió en septiembre y en la jurisdicción de Santa Marta.